# Черноскутова
Черноскутова — деревня в Каменском районе Свердловской области России. Входит в Каменский муниципальный округ.
Ранее входила в состав Новоисетского сельсовета Каменского района.

## География
Деревня Черноскутова расположена в 17 километрах (в 19 километрах по автодороге) к востоку-юго-востоку от города Каменска-Уральского, на правом берегу реки Исети, напротив села Новоисетского.

## История
Черноскутова ранее также имела название Новая Деревня. В 1916 году деревня относилась к Колчеданской волости. В 1928 году Черноскутова входила в Малогрязнухинский сельсовет Каменского района Шадринского округа Уральской области.

## Население
| 2002 | 2010 | 2021 |
| ---- | ---- | ---- |
| 471  | ↘429 | ↘381 |

Структура
- По данным переписи населения 1926 года, в деревне был 291 двор с населением 1351 человек (мужчин — 673, женщин — 678), все русские[3].
- По данным переписи населения 2002 года, русские составляли 91 % жителей деревни[6].
- По данным переписи населения 2010 года, в деревне проживали 449 человек — 220 мужчин и 229 женщин[7].